# Forth Road híd
A Forth Road híd egy közúti függőhíd az Egyesült Királyságban, Skóciában. Az Edinburgh-tól északnyugatra fekvő Queensferry városkát köti össze a Firth of Forth felett a Fife-ben fekvő North Queensferryvel. Egyike a világ leghosszabb függőhídjainak. A legnagyobb támaszköze 1006 méteres. 1964-ben nyílt meg a forgalom számára.
Legnagyobb igénybevétele idején 65 000 jármű haladt át rajta naponta. A nagy forgalom meghaladta a tervezett kapacitását, ezért állapota leromlott. 2017. szeptember 5-én átterelték a járműveket az újonnan épült szomszédos Queensferry átkelő (angolul Queensferry Crossing) hídra. A felújítás után 2018. február 1-jén nyílt meg újra, de már csak buszok, taxik, kerékpárosok és gyalogosok használhatják.

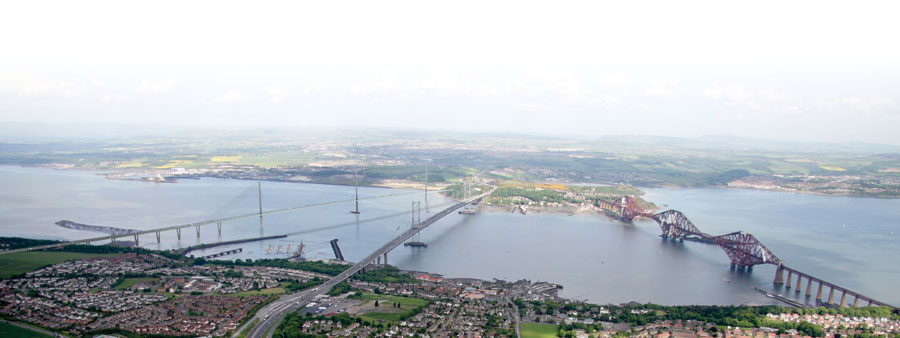
A Firth of Forth dél, azaz Queensferry felől. A képen balra az új Queensferry átkelő, középen a Forth Road híd, jobbra a Forth Bridge vasúti híd